# Stirling (council area)
A Área de Conselho (ou Council Area) de Stirling (em gaélico escocês, Sruighlea), é uma das 32 subdivisões administrativas da Escócia, em vigor desde 1996, com sede administrativa na cidade de Stirling.

## Descrição
Esta autoridade unitária foi criada na antiga Região Central (região abolida com a Lei de 1994) e cobre a maior parte do antigo condado de Stirlingshire e a parte sudeste do condado de Perthshire (ambos condados abolidos em 1973).
Esta Council Area faz fronteira com Clackmannanshire ao leste, Falkirk ao sudeste, Perth and Kinross ao norte e nordeste, Argyll and Bute ao norte e noroeste, e East e West Dunbartonshire ao sudoeste.
A maior parte da polpulação está localizada no cone sudeste, na cidade de Stiling (6ª maior da Escócia em 2001) e nas comunidades das Terras baixas: Dunblane, Bridge of Allan, Bannockburn, e as três comunidades mineradoras de carvão vegetal de Cowie, Fallin, e Plean (conhecidas localmente como Os vilarejos orientais. A parte restante da população está esparsamente distribuída na área rural, mais concentrada nas Terras altas e um pouco no norte da região. A região rural do sul compreende a área plana do Rio Forth e o Campsie Fells. No norte do Vale de Glen contorna as montanhas Trossachs, sendo a metade da região note da Council Area de Stirling montanhosa.

## Cidades e aldeias
| - Aberfoyle - Ardchyle - Ardeonaig - Arnprior - Balmaha - Bannockburn - Blair Drummond - Boreland - Bridge of Allan - Brig o' Turk - Buchlyvie - Callander - Cambuskenneth - Campsie - Cowie - Craigdownings - Craigruie - Crianlarich - Croftamie - Doune - Drymen - Dunblane - Fallin - Fintry | - Gargunnock - Inversnaid - Killearn - Killin - Kinbuck - Kinlochard - Kippen - Lecropt - Lochearnhead - Mid Lecropt - Mugdock - Port of Menteith - Plean - Raploch - Rowardennan - Strathyre - Stronachlachar - Thornhill - Throsk - Torbrex - Tyndrum - St Ninians - Stirling - Strathblane |